# Badminton na Igrzyskach Europejskich 2015
Turnieje badmintona na Igrzyskach Europejskich 2015 odbywały się w dniach 22–28 czerwca 2015 roku. Zawodnicy obojga płci rywalizowali w singlu, deblu i mikście w Bakı İdman Zalı.

## Podsumowanie

### Klasyfikacja medalowa
| Klasyfikacja medalowa | Klasyfikacja medalowa | Klasyfikacja medalowa | Klasyfikacja medalowa | Klasyfikacja medalowa | Klasyfikacja medalowa |
| Miejsce               | państwo               | Złoto                 | Srebro                | Brąz                  | Razem                 |
| --------------------- | --------------------- | --------------------- | --------------------- | --------------------- | --------------------- |
| 1                     | Dania                 | 3                     | 1                     | 1                     | 5                     |
| 2                     | Bułgaria              | 1                     | 0                     | 1                     | 2                     |
| =                     | Hiszpania             | 1                     | 0                     | 1                     | 2                     |
| 4                     | Rosja                 | 0                     | 2                     | 0                     | 2                     |
| 5                     | Francja               | 0                     | 1                     | 0                     | 1                     |
| =                     | Belgia                | 0                     | 1                     | 0                     | 1                     |
| 7                     | Niemcy                | 0                     | 0                     | 3                     | 3                     |
| 8                     | Irlandia              | 0                     | 0                     | 2                     | 2                     |
| 9                     | Turcja                | 0                     | 0                     | 1                     | 1                     |
| =                     | Litwa                 | 0                     | 0                     | 1                     | 1                     |
| Razem                 | Razem                 | 5                     | 5                     | 10                    | 20                    |

### Medaliści
| Konkurencja    | 1. miejsce                                  | 2. miejsce                                       | 3. miejsce                                                                 |
| Mężczyźni      | Mężczyźni                                   | Mężczyźni                                        | Mężczyźni                                                                  |
| -------------- | ------------------------------------------- | ------------------------------------------------ | -------------------------------------------------------------------------- |
| Gra pojedyncza | Pablo Abián                                 | Emil Holst                                       | Dieter Domke Kęstutis Navickas                                             |
| Gra podwójna   | Dania · Mathias Boe · Carsten Mogensen      | Rosja · Vladimir Ivanov · Ivan Sozonov           | Niemcy · Raphael Beck · Andreas Heinz Irlandia · Sam Magee · Joshua Magee  |
| Kobiety        |                                             |                                                  |                                                                            |
| Gra pojedyncza | Line Kjaersfeldt                            | Lianne Tan                                       | Clara Azurmendi Petja Nedełczewa                                           |
| Gra podwójna   | Bułgaria · Gabriela Stoeva · Stefani Stoeva | Rosja · Ekaterina Bolotova · Evgeniya Kosetskaya | Turcja · Neslihan Yigit · Ozge Bayrak Dania · Maria Helsbol · Lena Grebak  |
| Mikst          |                                             |                                                  |                                                                            |
| Gra mieszana   | Dania · Niclas Nohr · Sara Thygesen         | Francja · Gaetan Mittelheisser · Audrey Fontaine | Niemcy · Raphael Beck · Kira Kattenbeck Irlandia · Chloe Magee · Sam Magee |